# Anthony de Mello
Anthony de Mello (4. září 1931, Bombaj, Britská Indie – 2. června 1987, New York, USA) byl jezuitský kněz, psychoterapeut a spisovatel. Proslavil se svými knihami, které se formou krátkých a leckdy humorných příběhů a meditací dotýkají spirituality a smyslu lidského života.

## Život
Narodil se v Indii. Za svého života hodně cestoval, několikrát navštívil Španělsko a USA, kde studoval a posléze učil. Ve svých knihách dokázal velmi obratně propojit myšlenky křesťanství se spiritualitou východu a lidskou psychologií.
Anthony de Mello se stal významným americkým jezuitou, vydal řadu knih o náboženství, lásce a hledání smyslu života. Anthony ve svém životě a v duchovních cvičeních pro laiky i jezuitské kněží oživoval smysl i význam duchovnosti, modlitby i života samotného.
„ ‚Asi před 12 lety jsem objevil něco, co od základů změnilo můj život.‘ Potkal tehdy v Kalkatě řidiče rikši jménem Rinzai, který, ačkoli prožíval bolesti smrtelné choroby a byl tak chudý, že musel ještě před smrtí prodat svou kostru, přesto byl plný víry a radosti. ‚Najednou jsem si uvědomil, že jsem potkal mystika, který znovu objevil život. On žil, já jsem byl mrtvý. Potkal jsem člověka, který se během svého života na této zemi převtělil.‘“
"Náboženství není vyjádřením skutečnosti, ale náznakem, vodítkem k něčemu, co je tajemství přesahující lidské chápání. Zkrátka, náboženství je jen prst ukazující na Měsíc. Někteří lidé se nedostanou přes studium prstu, jiní jej cucají."
V roce 1998 vydala Kongregace pro nauku víry stanovisko, ve kterém konstatuje, že části jeho díla (zejména pozdního) se vzdalují od křesťanské víry a jsou neslučitelné s katolickou naukou.

## Dílo
Nejznámější knihy vydané v češtině:
- Modlitba žáby (vydáno ve dvou dílech)

Modlitba žáby je sbírka příběhů. Dle de Mella lidské srdce touží po Pravdě, ale bezprostřední reakce člověka na ni bývá nepřátelská a ustrašená. Využívá tedy údajně poselství velkých duchovních učitelů, jako byli Ježíš nebo Buddha, kteří překonali odmítavý postoj svých posluchačů tím, že vyprávěli příběhy. Odmítat Pravdu je totiž běžné, ale není možné popírat to, co se už stalo. Proto často příběhy v knize začínají formulí: „Za onoho času…“, „Když byl jednou…“, „Byl jednou jeden…“
V příbězích bývá náboženský podtext. De Mello buď na účet náboženství s nadsázkou vtipkuje, nebo není duchovní příslušnost podstatná pro jádro příběhu. Rovněž nevyzdvihuje jedno náboženství proti ostatním, hovoří o všech. Dle obsahu a vzájemné provázanosti jsou příběhy seskupovány do větších celků, které mají společnou myšlenku a zaměřují se na určitou duchovní oblast („O Lásce“, „O náboženství“)
Ukázka příběhu: „Pilot letadla k cestujícím: ‚Lituji, ale musím vám oznámit, že jsme v kritické situaci. Teď už nás může zachránit jen Bůh.‘ Jeden z cestujících se obrátí na kněze a ptá se, co to vlastně pilot říkal. Ten odpoví: ‚Řekl, že už nemáme žádnou naději.‘“
- Hledání Boha. Praha: Portál (nakladatelství), 2011. ISBN 978-80-7367-848-7
- Čirá radost. Praha: Portál, 2012. ISBN 978-80-262-0158-8
- Minutové nesmysly, Cesta (nakladatelství), ISBN 978-80-7295-168-0
- Minutová moudrost
- Sadhana: Cesta k Bohu
- Ptačí zpěv
- Cesta k lásce – pojednává o svobodě, kterou člověk získá oproštěním od některých nesprávných forem lásky, díky čemuž pozná lásku skutečnou. Jednotlivé kapitoly jsou uvozeny úryvkem z evangelia, ovšem v příbězích jde o pochopení vnitřních pocitů čtenáře, o rozeznání skutečných pocitů od naučených a vnucených. Příběhy již nejsou anekdotické, ale vyžadují aktivní spolupráci čtenáře, který je během čtení dotazován na různé pocity, analyzuje je a vyvozuje závěry, kniha ho spíše vede tokem jeho myšlenek a inspiruje neobvyklými úhly pohledu do vlastního nitra.
- Bdělost
- K pramenům
- Spojení s Bohem